# Gouverneur général du Huguang

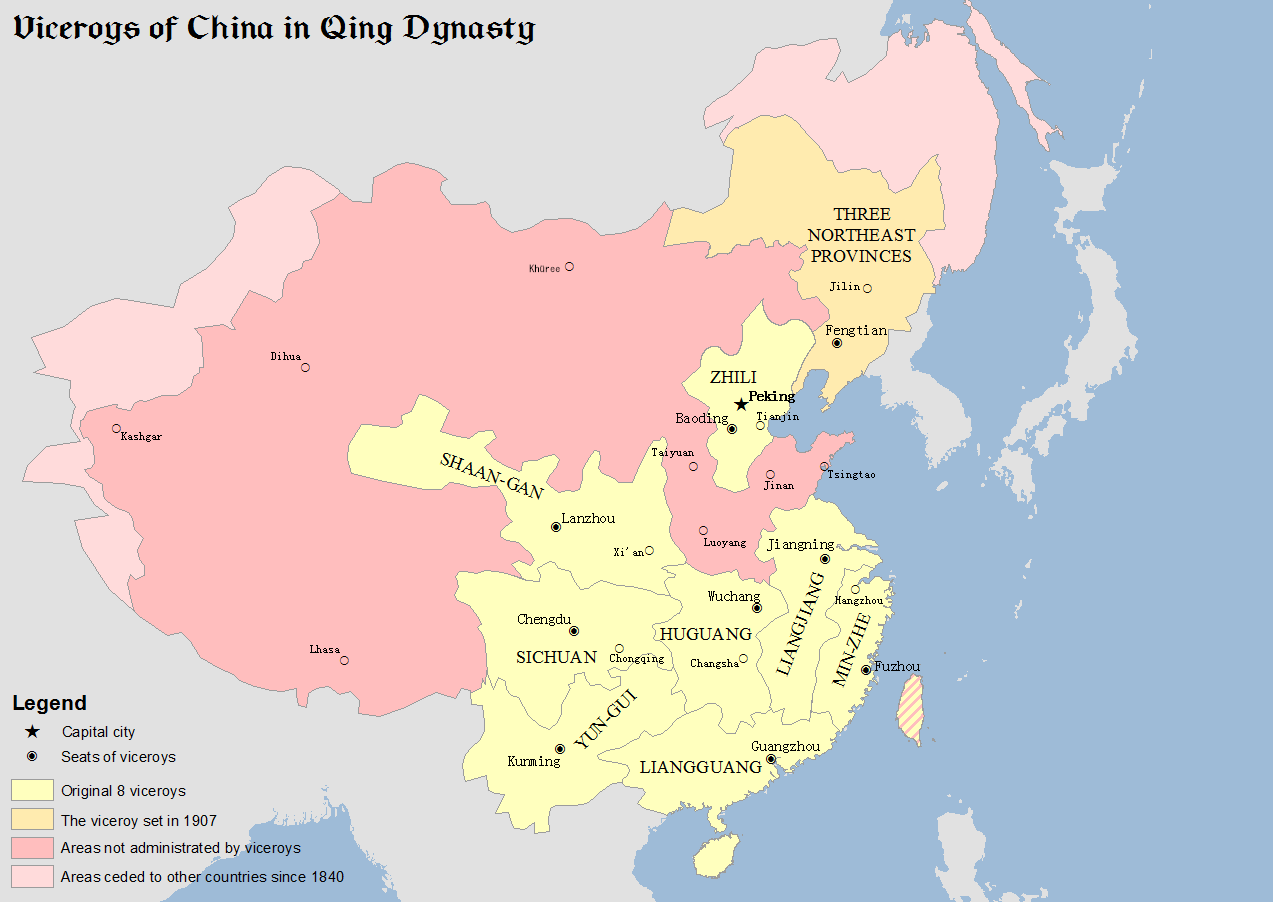
division des territoires des vice-rois sous la dynastie Qing, en 1907

Le vice-roi du Huguang ou gouverneur du Huguang (chinois traditionnel : 湖廣總督 ; chinois simplifié : 湖广总督 ; pinyin : Húguǎng zǒngdū ; litt. « gouverneur du Large lac ») ou vice-roi du Lianghu (两湖总督, Liǎnghú zǒngdū, « vice-roi des Deux lacs », ou nom complet (总督湖北湖南等处地方提督军务、粮饟兼巡抚事, zǒngdū húběi húnán děng chù dìfāng tídū jūnwù, liángxiăngjiān xúnfǔ shì), abréviation officielle gouverneur du Hubei-Hunan (湖北湖南总督, húběi húnán zǒngdū), était un poste de gouverneur général situé sur le Huguang, une province réunissant les deux provinces actuelles du Hubei et du Hunan.
Le général mongol Bandi tient ce poste en 1739 et 1749 avant d'être amban du Tibet de 1750 à 1753.
Zhao Erxun obtient ce poste à partir d'août 1907, après avoir été gouverneur général du Sichuan, puis remplacé par son frère, Zhao Erfeng, à ce poste au Sichuan.
Zhang Zhidong assume également un temps ce poste.